# 雷瓦汀
雷瓦汀是北欧神话中的一种武器。在《诗体埃达》的《费约尔斯维茨之歌》（Fjölsvinnsmál）中称其为洛基所造。“雷瓦汀”一名并未在原稿中出现，而是在布格·埃尔塞乌斯·索富斯（Bugge Elseus Sophus）与其他人所修订的版本中由“哈瓦汀”一词变化而来。
这一武器被用于击杀位于米玛美索树（Mímameiðr）顶部的公鸡维德普涅（Víðópnir），从而使寻访者实现自己的要求亦或是得到诗篇标题中的角色——「聪慧的看守者」费约尔斯维茨（Fjölsviðr）的回答。
雷瓦汀的本体有多种说法，有认为是飞镖（或是某种投射型武器），亦或是剑，乃至是杖。在不同的注释者和译者笔下有所不同。在一些资料中，它被注释为字面意义为能造成伤害的杖，而在其他资料中宣称这是一种对剑的比喻复合辞（kenning）形式，还有资料则更喜欢称之为一种赛德魔杖（seiðr staff）。

## 论证
根据《费约尔斯维茨之歌》中「聪慧的看守者」费约尔斯维茨的解说，雷瓦丁是唯一能击败公鸡维德普涅的武器。这一武器的制造者是洛普（Lopt），即洛基。

### 名与意
哈瓦汀是这一武器在原稿中未受篡改前的名字，奥德尼·马格努松（Árni Magnússon）于西元1787年注释为飞镖/箭矢，阿莫斯·西蒙·科特尔（Amos Simon Cottle）在1797年则注释为「一种箭矢名/绝不会偏离目标」。
雷瓦汀一名的变化出自布格·埃尔塞乌斯·索富斯在西元1860年-1861年左右的提议，随后在其编辑的《诗体埃达》印刷版中出现（西元1867年），并注释为伤害之杖、破坏之杖或毁灭之杖。
公正的说，雷瓦汀或雷之杖（læ-wand）可能具有三种含义，而英文注释中往往只解释其中一种，læ（læva的主格形式）的三种解释为狡诈、欺骗、挫伤 ，埃纳尔·奥拉维尔·斯维恩斯松（Einar Ólafur Sveinsson）则在未作进一步解释的情况下注释为「非欺骗之杖」。

### 《费约尔斯维茨之歌》
武器在诗篇中被简略地提及：

| Segþv mer þat, Fjölsviþr! Hvart ſe vapna nockvt þat er knegi Viþofnir for Hníga á heljar ſjót?“ Hæva-teinn heitir hann; Enn hann gerþi Loptr Rúinn Fyr ná-grindor neþan, I ſæg iárnkeri liggr han Hia Sin-mörv; Oc halda njarþ-láſar nío. | 告诉我，费约尔斯维茨！ 是否有武器， 可以使维德普涅 陨落进入赫尔之所在? 哈瓦汀 为小树枝名， 洛普在死亡之门前， 将其摘下。 其与辛莫拉（Sin-mörv） 并置于铁箱中， 箱上加有九把坚锁保护着。 |
| —《费约尔斯维茨之歌》, str. 26–27. 奥德尼·马格努松 出版 (1787) | —诸葛孔博 翻译 根据本杰明·索普（Benjamin Thorpe）英译版 |

布格主张这一诗篇应被视为《斯维普达格之歌》（Svipdagsmál）【其被认为是《格罗亚咒歌》（Grógaldr）的续篇】的第二部分，武器之名被他改为雷瓦汀。
这一诗还曾被其他人改动，""（置于铁花瓶中）被亚尔马·法尔克（Hjalmar Falk）修改为""，Lægjarn被注释为「凶兆之爱人」，此即洛基之昵称。
| Vindkaldr kvað: Segðu mér þat, Fjölsviðr! er ek þik spyrja mun ok ek vilja vita: hvárt sé vápna nökkut, þat er knegi Viðofnir fyr hníga á Heljar sjöt? Fjölsviðr kvað: Lævateinn hann heitir, en hann gerði Loptr rýninn fyr nágrindr neðan; í seigjárnkeri [í Lægjarns keri] liggr hann hjá Sinmöru, ok halda njarðlásar níu. | 斯维普达格说： 「现在回答我吧，费约尔斯维茨！ 对于我所问的问题， 如今我欲得知真相： 何种武器可以差使维德普涅去 于下方的赫尔之屋搜查？」 费约尔斯维茨说： 「那处有雷瓦汀，曾由洛普以卢恩 用死亡之门制成： 在Lægjarn的箱中辛莫拉躺在旁， 并有九把锁紧锁着它。」 |
| —《费约尔斯维茨之歌》, str. 25–26. 布格·埃尔塞乌斯·索富斯 编 (1867) | —诸葛孔博 翻译 根据亨利·亚当斯·贝洛斯（Henry Adams Bellows）英译版 |

## 理论
武器名中的Læva（茎/柄）被认为是Læ-的属格，同样存在于洛基的昵称Lægjarn中，在此时，Læ意为「欺诈、欺骗；造成困扰之物」，可依次类推。

### 武器的类型
众多注释者与译者们对武器种类的定位并不一致。
奥德尼·马格努松与阿莫斯·西蒙·科特尔在西元十八世纪将哈瓦汀阐释为一种飞镖/箭矢。

芬努尔·约恩斯松（Finnur Jónsson）和其他编辑者在西元20世纪早期之始则注释为一种剑，并特别声明它与亨里克·舒克（Henrik Schück）笔下的巨人史尔特尔手中的火焰剑是一样的。

根据另外的说法，哈瓦汀或者说雷瓦汀可能是一种由洛基打造的魔杖，例如阿尔伯特·莫雷·斯特蒂文特（Albert Morey Sturtevant）所主张，以及一篇由鲁道夫·西梅克（Rudolf Simek）所引用的关于赛德魔杖的论文。

亨利·亚当斯（Henry Adams）注释雷瓦汀意为「伤害之杖」，但拒绝将它与槲寄生或者说「杀死巴德尔的槲寄生」相关连起来。更麻烦的是，李·弥尔顿·霍兰德（Lee Milton Hollander）提出尽管雷瓦汀在字面意思上可为「毁灭之杖」，但其在词源学上来说是对剑的比喻复合辞形式。

在阿道夫·扎瓦罗尼（Adolfo Zavaroni）和雷焦·埃米莉亚（Reggio Emilia）对这首诗的理解中，雷瓦汀是一种短棒（Evilcudgel），而维德普涅拥有一堆棒子（占卜棒）并在那里保存着他的镰刀。事实上，völr在字面意义上是「圆棒」，尽管译者形象地把这解释为公鸡羽毛。